# James Brown Plays Nothing But Soul
James Brown Plays Nothing But Soul  é o 24º álbum de estúdio do músico americano James Brown. O álbum foi lançado em agosto de 1968 pela King Records.

## Faixas
| N.º | Título                      | Duração |  |
| 1.  | "Soul with Different Notes" | 8:10    |  |
| 2.  | "Go On Now"                 | 5:53    |  |
| 3.  | "Buddy E"                   | 3:56    |  |
| 4.  | "Fat Soul"                  | 9:13    |  |
| 5.  | "Little Fellow"             | 8:12    |  |
| 6.  | "Gittin' a Little Hipper"   | 2:47    |  |